# Cartodere constricta
Cartodere constricta là một loài bọ cánh cứng trong họ Latridiidae. Loài này được Gyllenhal miêu tả khoa học năm 1827.